# Saint-Félix (Allier)
 Saint-Félix  es una población y comuna francesa, situada en la región de Auvernia, departamento de Allier, en el distrito de Vichy y cantón de Varennes-sur-Allier.

## Demografía
| 184 | 150 | 148 | 167 | 248 | 252 |
| Para los censos de 1962 a 1999 la población legal corresponde a la población sin duplicidades (Fuente: INSEE [Consultar]) |     |     |     |     |     |